# Paysonia stonensis
Paysonia stonensis là một loài thực vật có hoa trong họ Cải. Loài này được (Rollins) O'Kane & Al-Shehbaz mô tả khoa học đầu tiên năm 2002.